# Exploze chemičky v Oppau
Exploze chemičky v Oppau, ke které došlo 21. září 1921, se řadí k největším nenukleárním výbuchům lidských dějin. Příčinou byla exploze 4 500 tun směsi síranu a dusičnanu amonného v továrně firmy BASF. Při nehodě zemřelo 559 pracovníků továrny a skoro 2 000 jich bylo zraněno.

## Pozadí události
Továrna v Oppau začala s výrobou amoniaku Haber-Boschovou syntézou v roce 1911, protože Německé císařství nemělo k dispozici přírodní hnojiva ze zámoří. Během první světové války se k tomu přidala výroba dusičnanu amonného, který je silně hygroskopický (na rozdíl od síranu amonného). Směs těchto dvou látek tak ve vysokých silech tlakem vlivem vlastní váhy vytváří poměrně odolnou plastickou substanci. Dělníci k jejímu narušení museli využívat sekery a krumpáče, což však bylo nebezpečné kvůli hrozícímu sesunutí směsi na pracovníky; byly proto odpalovány malé výbušniny (dynamit), aby se narušila struktura směsi, a to i přesto, že dusičnan amonný je sám o sobě výbušný. Tato praxe však byla používána několik let při 20 000 odstřelech bez výrazných problémů (studiemi směsi se totiž došlo ke zjištění, že pokud podíl dusičnanu v směsi nepřesáhne 60 %, nehrozí její výbuch, přičemž v továrně byl obsah okolo 50 %). Nebyly však do toho započítávány vlivy hustoty směsi, teploty a další parametry. Několik měsíců před explozí však došlo ke změně vlhkosti ze 4 % na polovinu.

### Výbuch v Kriewaldu
O dva měsíce dříve došlo v chemičce ve slezském Kriewaldu k výbuchu 30 tun dusičnanu amonného, a to právě z důvodu výbuchu směsi při jejím odstřelu výbušninou. 19 pracovníků továrny zemřelo. Úřady ani vedení však změny v technologii nezavedly.

## Exploze

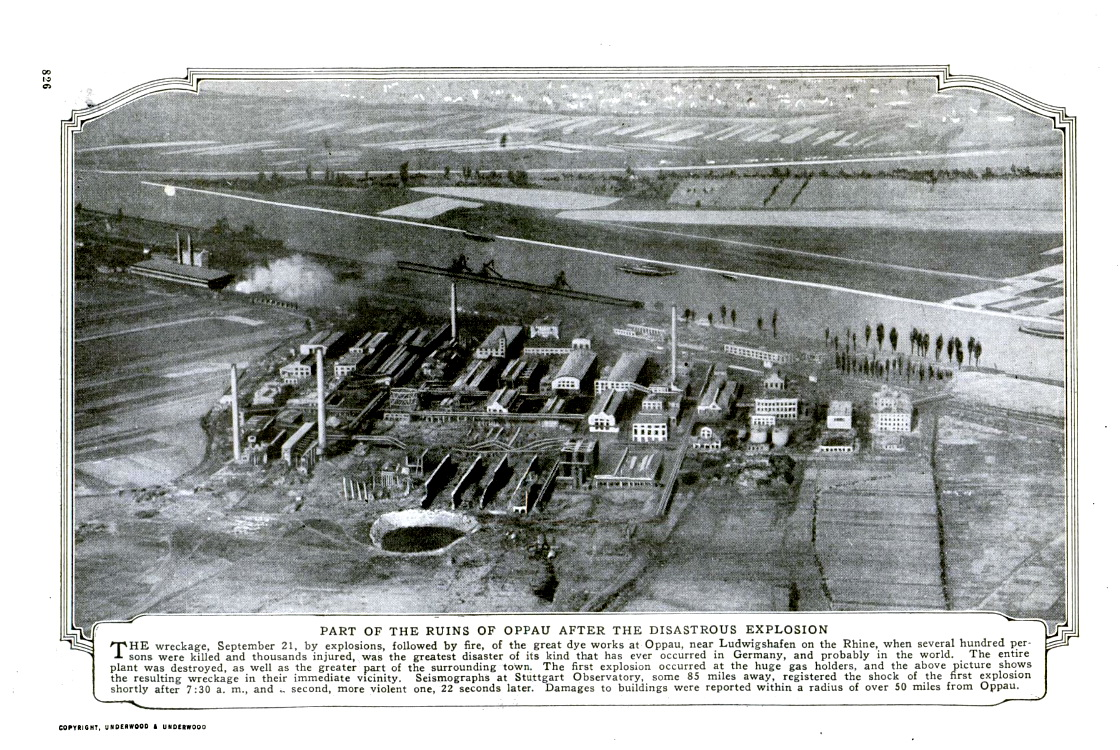
Fotografie poškozené továrny, 1921

Skica sila č. 110, kde došlo k výbuchu

Protože většina z pracovníků zemřela, není dodnes zcela jasný průběh a důvody exploze. Dvě půl sekundy po sobě jdoucí exploze se rozezněly areálem chemičky BASF v Oppau 21. září 1921 v 7:32 ráno. Zdrojem byl výbuch v silu č. 110 s obsahem 4 500 tun směsi dusičnanu a síranu amonného (přičemž došlo k výbuchu pouze desetiny směsi). Exploze o síle 1-2 kilotuny TNT vytvořila kráter o rozměrech 90 na 125 metrů a 19 metrů hluboký a byla slyšet i ve 300 kilometrů vzdáleném Mnichově.

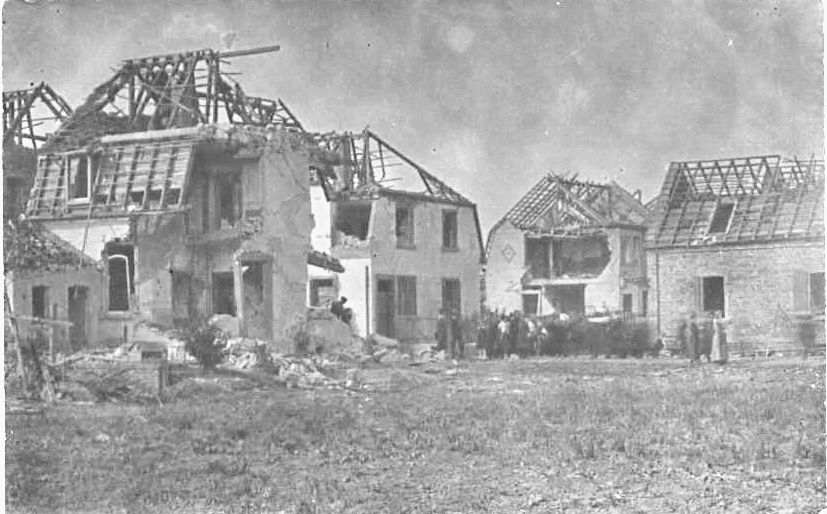
Budovy poškozené výbuchem v Oppau

## Důsledky
Škoda byla vyčíslena na 321 miliónů marek (dle tehdejšího kurzu zhruba 7 miliónů amerických dolarů). Většina budov v Oppau byla zničena a přes 6 500 obyvatel zůstalo bez střechy nad hlavou. Budovy do vzdálenosti 25 kilometrů měly tlakovou vlnou vysklená okna nebo škody na střeše (i například v městě Mannheim), středověká katedrála v městě Worms přišla o všechny vitráže a v Heidelbergu došlo k zastavení veškeré dopravy, neboť všechny ulice byly plné střepů.
Během dvou dní bylo z trosek vytaženo přes 550 mrtvých. Výsledkem této exploze bylo nakonec 559 mrtvých pracovníků a 1977 zraněných. Pohřeb obětí se konal na hřbitově v Ludwigshafenu za účasti asi 70 000 osob, německého prezidenta Friedricha Eberta a bavorského ministerského předsedy Hugo Lerchenfelda.